# Brampton Lake
Der Brampton Lake ist ein kleiner See im äußersten Südwesten der kanadischen Provinz Ontario im Kenora District.

## Lage
Der Brampton Lake befindet sich 94 km nördlich der Stadt Kenora. Er befindet sich 9 km westlich des Sydney Lake auf einer Höhe von etwa 400 m. Der Brampton Lake besitzt eine Fläche von 40 ha. Er hat eine Länge von 2,4 km sowie eine maximale Breite von 300 m. Der See wird über die nahe gelegenen Seen Nie Lake, Homer Lake und Dowswell Lake zum Talon River entwässert.